# Табулдак
Табулда́к (рос. Табулдак, башк. Тубылғаҡ) — присілок у складі Благоварського району Башкортостану, Росія. Входить до складу Кашкалашинської сільської ради.
Населення — 12 осіб (2010; 9 в 2002).
Національний склад:
- росіяни — 78 %